# Effortless Relaxation
Effortless Relaxation je album New age glazbenika Stevena Halperna iz 1991. godine.

## Popis pjesama
1. Pachelbel's Canon (in D Major) - 6:42
2. 48 Hours - 5:58
3. Dawn - 4:14
4. Crystal Suite - 9:02
5. Comfort Zone, Pt. 1 - 4:31
6. Comfort Zone, Pt. 2 - 7:51
7. In the Flow - 3:44
8. Hush - 5:11
9. Eventide - 4:10

## Vanjske poveznice
- Effortless Relaxation With Subliminal Affirmations  Arhivirana inačica izvorne stranice od 15. rujna 2008. (Wayback Machine)